# DR Coco
DR Coco var en DAB- og net-radiokanal fra Danmarks Radio. Der blev sendt første gang på kanalen i januar 2008 og sidste gang i november 2008. DR beskrev selv indholdet som værende for dem, der er til pop, R&B og hip hop. Desuden sendtes der nyhedsopdateringer hver time.